# Fischer (släkter)
De som har efternamnet Fischer tillhör flera orelaterade släkter. Flera av de numera svenska släkterna härrör ursprungligen från Tyskland, vilka givits deras namn efter yrket fiskare.

## Fischer från Finland
Denna släkt, vilken felaktigt angivits komma från Hessen-Kessel, härstammar från skeppstimmermannen Mathias Fischer (1695-1742), inkommen från Finland före 1725. Hustru Anna Favorin (1695-1774), född i Sund, Åland. 

### Släktträd (urval)
- Mathias Fischer (1695-1742), skeppstimmerman
  - Anders Fischer (1732-1793), traktör i Örebro
    - Pehr Fischer (1763-1823), mönsterskrivare vid Livreg:s husarer
      - Per Gustaf Fischer (1785-1845), kanslist och postmästare
        - Emil Nicanor Fischer (1839-1912), affärsman och politiker.
        - Elis Fischer (1834-1889), direktör och riksdagsman.
          - Carl Gustaf Fischer (1865-1936), kamreraren i Kungliga arméförvaltningen. 
            - Ruth Fischer (1869-1960), textilkonstnär.

          - Estrid Fischer (1872-1965), textilkonstnär och företagsledare.
          - Gunnar Fischer (länsjägmästare) (1880-1931), länsjägmästare och ledamot
            - Per Jacob Fischer (1908-1999), chefredaktör och journalist
            - Gunnar Fischer (1910-2011), filmfotograf, regissör och författare.
              - Peter Fischer (född 1942), filmfotograf
              - Jens Fischer (född 1946), filmfotograf
                - Stina Fischer (född 1982), radioprogramledare, journalist

            - Jöran Fischer (1913-1991), jurist, ombudsman och författare
              - Tomas Fischer (född 1940), finansman och förläggare
                - Svante Fischer (född 1971), arkeolog

            - Christina Fischer (1922-2008), målaren och majoren Bogga Bergströms maka.

    - Anders Fischer (1765-1831), komminister
      - Per Jacob Fischer (1815-1891), affärsman, brukspatron och grosshandlare